# 폭풍의 연인
《폭풍의 연인》은 2010년 11월 17일부터 2011년 2월 25일까지 방영된 문화방송의 일일연속극이다.

## 기획 의도
다리를 저는 장애를 지녔지만 아름다운 외모와 영혼을 가진 한 소녀가 사랑과 시련을 겪으며 성장하는 이야기를 그린 드라마

## 등장 인물

### 주요 인물
- 최은서 : 신은혜(별녀) 역

가난한 늙은 어부의 손녀딸 신은혜는 아름다운 영혼을 가진 소녀다. 다리를 저는 소녀지만 눈부시게 아름답고 구김살 없이 맑고 밝은 모습이 별처럼 빛난다고 하여 마을 사람들은 그를 별녀라는 애칭으로 부르며 키웠다. 민혜성의 도움으로 서울 유학의 꿈이 이루어진다. 민혜성의 별장 도서실에서 수많은 책을 읽을 수 있었던 별녀의 꿈은 작가가 되는 것. 민혜성의 손자 이형철에게 첫사랑을 느끼지만 절름발이 사랑이니까 언제고 뒤로 물러나야 하는 사랑이어야 한다고 믿는다.
- 이재윤 : 이형철 역

서라벌 호텔 민혜성의 장손, 이태섭과 서윤희의 아들이고 민혜성의 손주다. 인생 최대의 성공자가 되기 위해서는 고도의 절제된 삶도 살 수 있어야 한다는 가훈을 따라 아르바이트로 공부했고, 시대의 야만과 싸울 용기도 충만해서 어떤 불의에도 맞설 줄 알지만, 경영자로서는 절대 강자와의 제휴도, 최대 라이벌의 야유도 개의치 않는 배짱으로 이십대에 이루어 할 야망을 이루어가는 매력적인 청년이다. 강한 신념은 운명도 비껴간다고 믿는 젊은이답게, 샌프란시스코를 경유하여 귀국하는 대한민국 최고의 신부감 유애리와의 만남을 위해 운명을 만드는 용의주도한 열정도 발휘한다. 하지만 운명도 스스로 만드는 거칠 것 없는 그의 인생에도 폭풍이 몰아친다. 대한민국 최고의 조건을 겸비한 유애리와 장애를 가진 소녀 사이에서 죽음보다 강한 사랑의 기쁨, 고통, 갈등, 방황 그리고 사랑의 기적이 시작된다.
- 정보석 : 유대권 역

유애리의 아버지로 대한민국 유명 재벌 회장. 선대로부터 기업 회장으로 지명받기까지 잔인한 형제의 난을 통과했고 경영권 사수를 위해서 형제는 물론 아버지라는 장애물까지 뛰어넘은 무서운 인물로, 인격적인 CEO란 명칭을 가장 혐오한다. 개인의 조작과 권위와 권력을 이용, 그룹을 장악하는 카리스마가 타의 추종을 불허하고 자기 기업 이익을 위해서는 악마의 손에 언제고 키스하는 인물이라는 평가를 즐기는 천재적 기업가다.
- 정주연 : 유애리 역

세기그룹 유대권 회장의 딸. 완벽하게 가꾸어지고 완벽하게 준비된 재벌가의 상속녀답게 냉철한 지성과 미모를 겸비했다. 상속녀라는 인생의 완벽한 틀 속에서 인형처럼 살다가 이형철을 만남으로 그 틀 속에서 뛰쳐나와 상류 사회의 위선에 맞선다. 하지만 인생의 복병처럼 찾아온 병마로 인해 사랑하는 사람 앞에서, 그 사람 형철이 아끼는 듯한 별녀에게 생명의 일부를 받아야 하는 운명을 지녔다.

### 민혜성네 인물들
- 김민자 : 민혜성 역

서라벌 호텔 회장
- 손창민 : 이태섭 역

민혜성의 장남
- 최명길 : 서윤희 역

이태섭의 처, 민혜성의 맏며느리
- 정찬 : 이태준 역

민혜성의 차남
- 심혜진 : 홍나림 역

이태준의 처, 민혜성의 둘째 며느리
- 최원영 : 이태훈 역

민혜성의 삼남
- 차수연 : 이태희 역

민혜성의 딸
- 이민호 : 이형우 역

이태준과 홍나림 사이의 아들
- 김미소 : 이형숙 역

이태준과 홍나림 사이의 딸
- 장한음 : 필립 역

이태훈의 미국에서 온 아들

### 유대권네 인물들
- 김성령 : 채우희 역

유대권 회장의 최측근 수석 비서
- 김나영 : 방민주 역

유대권의 처, 유애리의 어머니. 불치병에 시달리다 죽는다.

### 별녀네 인물들
- 김성겸 : 신정수 역

별녀의 할아버지
- 김태환 : 거무 역

### 그 외 사람들
- 황윤석 : 임하라 역 (아역 : 이도현)

방송 데뷔작으로 방송 대상을 거머쥔 천재 PD
- 김원준 : 에릭 역

뮤지컬 배우. 민혜성의 둘째 며느리인 홍나림과의 스캔들 주인공
- 이슬비 : 나라 역

- 선우재덕 : 백우현 역
- 이아린

## 참고 사항
- 당초 120부작으로 기획이 되었지만, 방영 초기에 광저우 아시안 게임으로 인한 징검다리식 편성으로 논란이 되었으며 최명길 (서윤희 역)은 2007년 《내 곁에 있어》이후[1] 타방송사에서 활동했다가 해당 작품으로 MBC 복귀를 했다.
- 김원준은 당초 임하라, 이태훈 역 등을 제의받았으나 에릭 역을 맡기로 결정하였다.[2]
- 동시간대 드라마인 KBS 《웃어라 동해야》에 밀려 저조한 시청률을 기록했으며 결국 2011년 2월 25일 69부작으로 조기 종영되었다.[3]
- 후속 드라마로는 당초 주홍글씨 후속 아침드라마로 기획되었던[4] 《남자를 믿었네》가 방송되었다.

## 경쟁 프로그램
- 웃어라 동해야 (KBS1)
- 호박꽃 순정 (SBS)